# Lambert Ludolph Helm

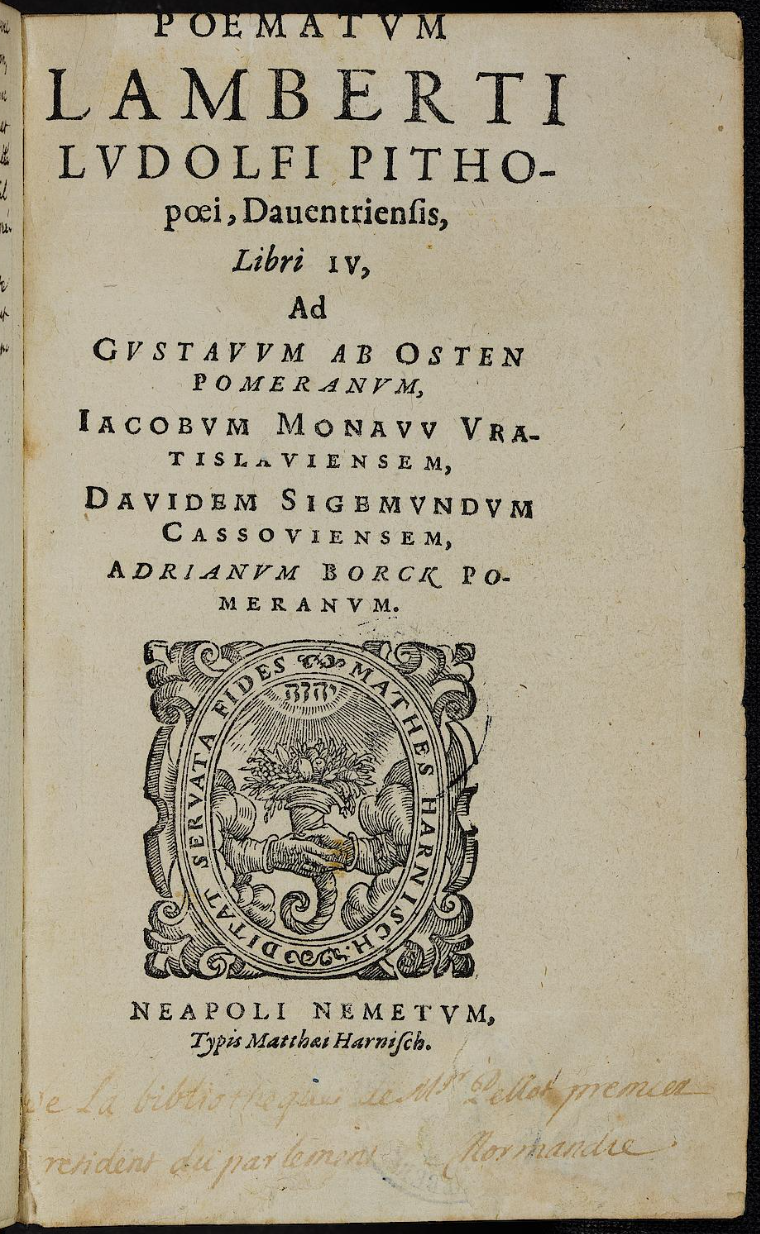
Pithopaeus' Gedichtenbundel 4 - Poematum Libri IV (1588)

Lambert Ludolph Helm of Pithopaeus/Pithopoeus (Deventer, 21 maart 1535 – Heidelberg, 29 januari 1596) was een calvinistisch humanist en dichter ten tijde van de Reformatie. Hij was onder meer verantwoordelijk voor de vertaling van de Heidelbergse Catechismus in het Latijn.

## Jeugd en studie
De kennis over het leven van Pithopaeus stoelt voor een groot gedeelte op de beschrijving van geschiedschrijver Melchior Adam (ca. 1575–1622). Lambert Ludolph werd in Deventer geboren als zoon van Ludolph(us) Helm en Luberta Barlia. Hij nam de naam Pithopaeus aan, Latijn voor 'kuiper', het beroep van zijn betovergrootvader. Pithopaeus bezocht samen met zijn broer Basilius de Latijnse school van Deventer, waar zijn vader leraar was. Hier kreeg hij onder meer les in de klassieke talen van rector Johannes Noviomagus, wiens naam Pithopaeus later in een van zijn gedichten nog lovend aanhaalt. In 1553 studeerde hij in Rostock, waar hij lessen volgde bij David Chytraeus en Johannes Bocer(us); met laatstgenoemde raakte Pithopaeus goed bevriend. In 1558 vervolgde hij zijn studie in Wittenberg, waar hij lezingen van Philipp Melanchthon bezocht. Het jaar erop behaalde hij hier zijn master filosofie.

## Leraar- en hoogleraarschap
In 1560 keerde Pithopaeus terug naar Deventer, waar hij praeceptor (conrector) werd aan de Latijnse school. Hij trouwde in datzelfde jaar met Adelheid (Christofora) Saurbyr. In 1561 werd hij echter al uit zijn conrector/praeceptor-functie gezet vanwege zijn protestantse ideeën. Er wordt vermeld dat hij een particuliere school in de stad opende, die een grote aanloop van leerlingen had.
De taalvaardigheid van Pithopaeus was onder de reformanten in Heidelberg bekend. In september 1562 ontving hij een benoeming van de schoolrector van het gymnasium in Heidelberg, maar een akkoord bleef in eerste instantie uit. Na het opstellen van de Heidelbergse Catechismus en de door de keursvors Frederik III belegde synode van 1562, werd hem opdracht gegeven de Latijnse vertaling te verzorgen in samenwerking met Jozua Lagus. Lagus was predikant in Heidelberg en was vermoedelijk ook verantwoordelijk voor de Saksische vertaling. De Latijnse vertaling verscheen voor 3 april 1563 in drukvorm.
Begin 1563 kwamen Pithopaeus en het gymnasium in Heidelberg alsnog tot een overeenkomst over het leraarschap. Hij vertrok vanuit Deventer met onder meer zijn vrouw, zijn zoon Ludolfus Helmius (1563-1586), zus, schoonzus en twee van zijn leerlingen naar Heidelberg. Zijn schoonzus trouwde met Jozua Lagus. Pithopaeus gaf les in de vakken dialectica, retorica en Griekse grammatica. Vermoedelijk was het mede dankzij hem dat meerdere leerlingen uit Deventer ook voor de studie naar Heidelberg trokken. Na korte tijd werden hem de leerstoelen poëzie en welsprekendheid op de Universiteit van Heidelberg toebedeeld. Vanwege zijn calvinistische opvattingen moest hij daar na enige tijd, vanwege het conflict tussen de lutheraanse Lodewijk VI van de Palts en zijn calvinistische broer Johan Casimir van Palts-Simmern, uitwijken naar Neustadt. Na de dood van Lodewijk VI in 1583 keerde Helm samen met zijn collega's, waaronder Henricus Smetius, terug naar Heidelberg, waar hij tot zijn dood in 1596 les gaf in de klassieke talen. Hij werd naast zijn vrouw begraven in de St. Petruskerk, die destijds als kapel tot de universiteit behoorde.

## Familie
Pithopaeus trouwde met Adelheid Saurbyr, en hertrouwde na haar overlijden met Adelheid Brinck. Hij kreeg meerdere kinderen. Zijn zus Maria trouwde rond 1599 met Johannes Bocer, Pithopaeus' leraar in Rostock. Zijn zus Johanna (Pithopaea) trad in 1563 in het huwelijk met Joannes Anastasius Veluanus. Zijn schoonzus Johanna Christofora Saurbyr trouwde in datzelfde jaar met Jozua Lagus.

## Werken
- Latijnse vertaling van de Heidelbergse Catechismus (1563, samen met Jozua Lagus)
- Rede over het nut van de filosofie tot nadere uitleg van vele plaatsen in de Heilige Schrift
- Rede over de astronomie (1589)
- Geschiedenis van de Franken van 800-1280
- Jambische Ode opgedragen aan Jannes Dousa, heer van Noordwijk, bij gelegenheid van het aangaan van hun vriendschap (1587)
- Pfalzer Bruiloft (1594)
- Parafrase op Horatius' Ars poetica (1595)

Verder gaf hij in acht boeken verzamelde gedichten uit.
- Biografisch Portaal: 15435715
- Gemeinsame Normdatei: 129112615
- International Standard Name Identifier: 0000 0000 7973 6491
- Nationale Bibliotheek van Tsjechië: jo2006330553
- Nederlandse Thesaurus van Auteursnamen: 381240282
- Istituto Centrale per il Catalogo Unico: BVEV040169
- Système universitaire de documentation: 139896848
- Virtual International Authority File: 37989248
- WorldCat: E39PBJfRxTcCJmpdB8HF9DkYyd